# ブタと箱
『ブタと箱』（原題：The Pig and the Box、ISBN 9780978152703）とは、カナダの作家、プロデューサー、プログラマである"MCM"として知られる人物が制作した童話である。
本書は2006年7月に制作され、デジタル著作権管理（DRM、Digital rights management）の負の側面について子ども向けに解説する童話である。これは、カナダの著作権管理団体であるAccess Copyrightが子ども向けに行ったプロパガンダキャンペーン、キャプテン・コピーライトへの意趣返しのひとつでもある。
同書はCreative Commons Attribution-ShareAlikeライセンスのもと許諾されている。本書は、Boing BoingやDiggに投稿され人気を博し、ボランティアたちがドイツ語、中国語、デンマーク語、イタリア語に翻訳するのは2日とかからなかった。さらに2011年現在までで、フランス語、フィンランド語、ハンガリー語、ノルウェー語、ポルトガル語、スペイン語、日本語、オランダ語、ロシア語、スウェーデン語にも翻訳されている。

## 第2版
2009年1月には第2版の出版に漕ぎ着けている。同版は、表紙が新調され、子ども向けに適切な、すなわちやわらかい言葉遣いになっている点が特徴である。例えば、「あいつはもう少しで漏らすとこだった。」（“He nearly peed his pants”）を「あいつはオランウータンみたいに舞い上がるとこだった。」（“He nearly danced like an orang-utan.”）というように変えている。

## キャラクター（登場順）
- ブタ
- キチガイなリス
- アヒル
- ウサギ
- 少年モーリス（Maurice）